# Добрынин, Виталий Алексеевич
Вита́лий Алексе́евич Добры́нин (1923―1995) ― советский патологоанатом и онколог, доктор медицинских наук, профессор, заведующий кафедрой патологической анатомии Казанского медицинского института (1969―1993). Известен как специалист по гистогенезу и вопросам патогенеза рака лёгких.

## Биография
Родился 5 января 1923 года в городе Парфеньево Костромской губернии в семье служащего. Женат. Супруга: Добрынина Нина Ивановна, врач. Дети: Алексей, Елена.
С началом Великой Отечественной войны  мобилизован в Красную армию 1 августа 1941 года, направлен на учёбу в Киевское военно-медицинское училище (эвакуированного на тот момент). Училище окончил в 1943 году, на фронте воевал в составе 1-го Белорусского фронта. Войну закончил в Берлине. В 1945 году демобилизован в звании майора медицинской службы.
В 1952 году окончил Ивановский медицинский институт, получив диплом, остался здесь работать. В 1960 году назначен заведующим кафедрой патологической анатомии и декан лечебного факультета Кемеровского медицинского института. С 1963 года преподавал в Кубанском медицинском институте.
В 1969 году переехал в Казань, где работал до конца своей жизни. Заведовал кафедрой патологической анатомии в Казанском медицинском институте до 1989 года.
Работал главным внештатным патологоанатом Министерства здравоохранения Татарстана.
Умер 2 мая 1995 года в Казани на 73-м году жизни от пневмонии. Похоронен на Архангельском кладбище в г.Казани.

## Научная деятельность
Исследовал  морфологию и клинику злокачественных опухолей, морфологию сосудистой системы в норме и патологии. Изучал взаимосвязь инволютивных и воспалительных процессов с раком лёгких, обнаружил взаимодействия между процессами регенерации, метаплазии бронхиального эпителия и раком бронхов.

## Награды
- Орден Отечественной войны 2-й степени
- Орден «Знак Почёта»
- Медаль «За взятие Берлина»
- Медаль «За победу над Германией в Великой Отечественной войне 1941–1945 гг.»[2]

## Сочинения
- Рак лёгкого. Москва, 1971 (в соавторстве)
- Морфология сосудистой системы в норме и патологии. Казань, 1977